# Brady Wagoner
Brady Wagoner (født 19.09.1980) er professor ved Institut for Kommunikation og Psykologi ved Aalborg Universitet. Hans forskningsområde er kulturel psykologi, hukommelsesstudier, social forandring, procesmetoder og psykologiens historie.  

## Uddannelse og karriere
Brady Wagoner har en bachelor i filosofi og psykologi fra Clark University og en MPhil i social- og udviklingspsykologi fra University of Cambridge. Ved University of Cambridge modtog han i 2010 også sin Ph.d. i social og politisk videnskab. Efterfølgende har han været ansat ved Aalborg Universitet, hvor han allerede 5 år efter, i 2015, blev full professor. Han er også leder af master og Ph.d. programmerne i kulturel psykologi ved Aalborg Universitet og co-leder af ”the centre for cultural psychology”.  

I 2012 modtog han en bevilling i 20 mio. DKK af Danmarks Grundsforskningsfond, der startede ”Niels Bohr Centre for Cultural Psychology”. I 2016 modtog han en bevilling på 12,6 mio. DKK af Det Obelske Familiefond til projektet ”The Culture of Grief”.

Han har også varetaget en række redaktionelle hverv blandt andet medredaktør for bogserien Creativity and Culture (Palgrave, UK) (2014-), medredaktør for bogserien Niels Bohr Professorship Lectures in Cultural Psychology (Information Age, USA) (2013-2020) og associeret redaktør for Culture & Psychology (London: Sage Publications) (2009-).  

## Priser
- 2022: Research Fellow, Netherlands Institute for Advanced Studies, Netherlands[6]
- 2021: Alexander von Humboldt Award.  Humboldt Foundation, Germany.
- 2021: Visiting honorary professor, Universidad de Concepción, Chile
- 2020 : Research Fellow, Lyon Institute for Advanced Studies, France[7]
- 2019: Lucienne Domergue Award, Casa de Velázquez, Spain[3]
- 2018: Sigmund Koch Award, American Psychological Association, USA[8]
- 2018: Research Fellow, Lyon Institute for Advanced Studies, France
- 2017: Early career award, American Psychological Association, USA[9]
- 2016: Visiting honorary professor, Universidade Federal de Pernambuco, Brazil
- 2009 : Sigmund Koch Prize, International Society for Theoretical Psychology
- 2005 : Gates Cambridge Scholarship, Bill and Melinda Gates foundation, UK[10]
- 2005: Overseas Research Students Award, University of Cambridge, UK
- 2003 : Howard Bonar Jefferson Prize, Clark University, USA
- 2003: David N. Saltman 83’ Prize for Excellence in Philosophy, Clark University, USA

## Udvalgte bøger
- Wagoner, B. (2017). The Constructive Mind: Bartlett’s Psychology in Reconstruction. Cambridge: Cambridge University Press.
- Wagoner, B. (Ed.) (2018). Handbook of Culture and Memory. Oxford: Oxford University Press.
- Wagoner, B., Moghaddam, F. & Valsiner, J. (Eds.) (2018). The Psychology of Radical Social Change: From Rage to Revolution. Cambridge: Cambridge University Press.
- Wagoner, B., Bresco, I., & Awad, S.H. (2019). Remembering as a Cultural Process. New York: Springer.